# Phát biểu toán học của cơ học lượng tử
Phát biểu toán học của cơ học lượng tử là các hình thức toán học cho phép mô tả chặt chẽ cơ học lượng tử.

## Các tiên đề

#### Tiên đề 1
Nội dung của tiên đề 1 nói về các đại lượng quan sát được và các toán tử: 
Mỗi đại lượng quan sát được, hay biến số động lực, A trong cơ học lượng tử tương ứng với một toán tử {\displaystyle {\hat {A}}} sao cho phép đo A thu được giá trị a là các giá trị riêng của {\displaystyle {\hat {A}}}, nghĩa là các giá trị a là những giá trị mà phương trình trị riêng {\displaystyle {\hat {A}}\varphi =a\varphi } có nghiệm {\displaystyle \varphi }; khi đó {\displaystyle \varphi } là hàm riêng của toán tử {\displaystyle {\hat {A}}} tương ứng với trị riêng a.

##### Ví dụ thứ nhất
Toán tử xung lượng {\displaystyle {\hat {p}}} là {\displaystyle {\hat {p}}=-i\hbar \nabla \,\!}. Xét hạt chuyển động một chiều trên trục {\displaystyle x}. Khi đó
{\displaystyle {\hat {p}}_{x}=-i\hbar {\frac {\partial }{\partial x}}}
và phương trình trị riêng của toán tử xung lượng là
{\displaystyle -i\hbar {\frac {\partial }{\partial x}}\varphi =p_{x}\varphi },
trong đó {\displaystyle p_{x}} là các giá trị khả dĩ mà ta sẽ thu được khi đo thành phần trên trục {\displaystyle x} của xung lượng; hàm sóng {\displaystyle \varphi (x)} tương ứng với một giá trị xác định của xung lượng {\displaystyle (p_{x})} là hàm mà {\displaystyle |\varphi (x)|^{2}dx} là xác suất tìm thấy hạt với xung lượng {\displaystyle p_{x}} trong khoảng {\displaystyle [x,x+dx]}.
Giả sử hạt tự do (không có điều kiện biên) khi đó ta có nghiệm
{\displaystyle \varphi (x)=Ae^{\frac {ip_{x}x}{\hbar }}=Ae^{ikx}},
trong đó số sóng {\displaystyle k={\frac {p}{\hbar }}}, như vậy {\displaystyle \varphi (x)} là hàm tuần hoàn theo {\displaystyle x}.
Ta hãy tìm bước sóng {\displaystyle \lambda }:
{\displaystyle e^{ikx}=e^{ik(x+\lambda )}=cos(kx)+isin(kx)}
{\displaystyle \Rightarrow } {\displaystyle \left\{{\begin{matrix}cos(k\lambda )=1\\sin(k\lambda )=0\end{matrix}}\right.} {\displaystyle \Rightarrow } {\displaystyle k\lambda =2\pi },
tức là {\displaystyle {\frac {p}{\hbar }}\lambda =2\pi \Rightarrow p={\frac {2\pi \hbar }{\lambda }}={\frac {h}{\lambda }}}
(hệ thức De Broglie {\displaystyle \varepsilon =\hbar \omega ;{\vec {p}}=\hbar {\vec {k}}}, trong đó tần số góc {\displaystyle \omega }, vector sóng {\displaystyle {\vec {k}}}, mỗi phôton có năng lượng {\displaystyle \varepsilon } và xung lượng {\displaystyle {\vec {p}}})
Ta thấy rằng hàm riêng của toán tử xung lượng tương ứng với trị riêng {\displaystyle p} có bước sóng là bước sóng De Broglie {\displaystyle {\frac {h}{\lambda }}}.
Vậy hàm riêng và trị riêng của toán tử xung lượng là {\displaystyle \varphi (x)=Ae^{ikx};p=\hbar k}

##### Ví dụ thứ hai
Toán tử tương ứng với năng lượng là toán tử năng lượng hay toán tử Hamilton {\displaystyle {\hat {H}}}, trong đó {\displaystyle {\vec {p}}} được thay bởi {\displaystyle {\hat {\vec {p}}}}.
Toán tử năng lượng của hạt có khối lượng {\displaystyle m} trong trường thế {\displaystyle V({\vec {r}})} là
{\displaystyle {\hat {H}}={\frac {{\hat {p}}^{2}}{2m}}+V({\vec {r}})=-{\frac {\hbar ^{2}}{2m}}\nabla ^{2}+V({\vec {r}})}
Phương trình trị riêng có dạng
{\displaystyle {\hat {H}}\varphi ({\vec {r}})=E\varphi ({\vec {r}})}
Đây chính là phương trình Schrodinger không phụ thuộc thời gian.
Xét hạt tự do: {\displaystyle {\hat {H}}={\frac {{\hat {p}}^{2}}{2m}}=-{\frac {\hbar ^{2}}{2m}}\nabla ^{2}}
Đối với hạt tự do một chiều, ta có phương trình trị riêng
{\displaystyle -{\frac {\hbar ^{2}}{2m}}{\frac {\partial ^{2}}{\partial x^{2}}}\varphi (x)=E\varphi (x)}
Đặt {\displaystyle k^{2}={\frac {2mE}{\hbar ^{2}}}} ({\displaystyle k} được gọi là số sóng), ta có phương trình
{\displaystyle \varphi (x)''+k^{2}\varphi (x)=0}
Do không có điều kiện ban đầu nên
{\displaystyle \varphi (x)=Ae^{ikx}+Be^{-ikx}}
{\displaystyle \varphi (x)} là hàm riêng của toán tử {\displaystyle {\hat {H}}} tương ứng với trị riêng năng lượng {\displaystyle E={\frac {\hbar ^{2}k^{2}}{2m}}}.
Ta nhận thấy rằng hàm {\displaystyle \varphi (x)=Ae^{ikx}+Be^{-ikx}} ứng với {\displaystyle B=0} cũng là hàm riêng của toán tử xung lượng {\displaystyle {\hat {\vec {p}}}}.
Việc hai toán tử {\displaystyle {\hat {H}}} và {\displaystyle {\hat {p}}} của một hạt tự do có chung hàm riêng là một trường hợp đặc biệt của một định lý tổng quát hơn.
Tiếp theo ta hãy chứng minh rằng nếu {\displaystyle \varphi } là hàm riêng của {\displaystyle {\hat {\vec {p}}}} thì {\displaystyle \varphi } cũng là hàm riêng của {\displaystyle {\hat {H}}}.
Do {\displaystyle \varphi } là hàm riêng của {\displaystyle {\hat {\vec {p}}}} nên ta có:
{\displaystyle {\hat {\vec {p}}}\varphi =\hbar k\varphi }
Do đó {\displaystyle {\hat {H}}\varphi ={\frac {\hat {\vec {p}}}{2m}}({\hat {\vec {p}}}\varphi )={\frac {\hat {\vec {p}}}{2m}}(\hbar k\varphi )={\frac {\hbar k}{2m}}({\hat {\vec {p}}}\varphi )={\frac {(\hbar k)^{2}}{2m}}\varphi }
tức là {\displaystyle \varphi } cũng là hàm riêng của {\displaystyle {\hat {H}}}.
Cả năng lượng và xung lượng của hạt tự do có các giá trị liên tục
{\displaystyle E={\frac {\hbar ^{2}k^{2}}{2m}};p=\hbar k;}
nghĩa là chúng là trị riêng của bất cứ số sóng {\displaystyle k} nào.
Hàm riêng tương ứng là
{\displaystyle \varphi _{k}(x)=Ae^{ikx}}
Nếu hạt tự do ở trạng thái này thì phép đo xung lượng chắc chắn được giá trị {\displaystyle \hbar k}, phép đo năng lượng chắc chắn được giá trị {\displaystyle {\frac {\hbar ^{2}k^{2}}{2m}}}.
Giả sử ta đo vị trí {\displaystyle x} của hạt. Hạt sẽ ở đâu?
Theo Born, khi hạt ở trạng thái được mô tả bởi hàm sóng {\displaystyle \varphi _{k}(x)=Ae^{ikx}} thì mật độ xác suất liên quan tới xác suất tìm thấy hạt trong khoảng {\displaystyle [x,x+dx]} là {\displaystyle |\varphi _{k}|^{2}=|A|^{2}=const}. Mật độ xác suất cùng bằng một hằng số cho mọi {\displaystyle x}. Vậy xác suất tìm thấy hạt ở bất cứ vị trí nào là như nhau.

### Tiên đề 2
Nội dung của tiên đề 2 nói về phép đo trong cơ học lượng tử: 
Phép đo biến số động lực {\displaystyle A} thu được giá trị {\displaystyle a} đưa hệ về trạng thái {\displaystyle \varphi _{a}}, trong đó {\displaystyle \varphi _{a}} là hàm riêng của toán tử {\displaystyle {\hat {A}}} tương ứng với trị riêng {\displaystyle a}.
Ví dụ:
Hạt tự do chuyển động một chiều. Ta không biết hạt đang ở trong trạng thái nào, ở một thời điểm bất kỳ ta đo xung lượng của hạt và đạt được giá trị {\displaystyle p=\hbar k}. Phép đo này đưa hệ về trạng thái {\displaystyle \varphi _{k}}, phép đo xung lượng sau đó chắc chắn thu được giá trị {\displaystyle p=\hbar k}.
Giả sử, ta đo vị trí của một hạt tự do và đo được vị trí {\displaystyle x=x'}. Từ 2 tiên đề suy ra
(1) Có một toán tử {\displaystyle {\hat {x}}} tương ứng với phép đo được vị trí {\displaystyle x}.
(2) Đo {\displaystyle x} được giá trị {\displaystyle x'} đưa hạt về hàm riêng của toán tử {\displaystyle {\hat {x}}} tương ứng với trị riêng {\displaystyle x'}.
Ta có phương trình trị riêng
{\displaystyle {\hat {x}}\delta (x-x')=x'\delta (x-x')} trong đó {\displaystyle \delta (x-x')} là hàm delta Dirac.

### Tiên đề 3
(Thiết lập sự tồn tại của hàm trạng thái và mối liên hệ của nó với các tính chất của một hệ)
Nội dung:
Trạng thái của hệ ở một thời điểm bất kỳ được biểu diễn bởi một hàm trạng thái hay hàm sóng {\displaystyle \psi } liên tục và khả tích. Tất cả thông tin liên quan đến trạng thái của hệ được chứa đựng trong hàm sóng.
Cụ thể, nếu hệ ở trạng thái {\displaystyle \psi ({\vec {r}},t)} thì giá trị trung bình của biến số động lực {\displaystyle C} bất kỳ liên quan tới thời điểm {\displaystyle t} là
{\displaystyle \left\langle C\right\rangle =\int \psi ^{*}{\hat {C}}\psi d{\vec {r}}}
trong đó {\displaystyle d{\vec {r}}} là vi phân thể tích, {\displaystyle \left\langle C\right\rangle } là giá trị kỳ vọng của biến số động lực {\displaystyle C}.
Ý nghĩa vật lý của giá trị trung bình biến số động lực {\displaystyle C}:
Biến số động lực {\displaystyle C} được đo trong một thí nghiệm xác định {\displaystyle X}. Người ta chuẩn bị một số lượng {\displaystyle N} rất lớn các phép lặp của {\displaystyle X}, các trạng thái đầu {\displaystyle \psi ({\vec {r}},0)} của mọi phép lặp đều như nhau. Ở thời điểm {\displaystyle t}, đo {\displaystyle C} trong tất cả các thí nghiệm lặp và thu được tập giá trị {\displaystyle C_{1},C_{2},...,C_{N}}. Suy ra
{\displaystyle \left\langle C\right\rangle ={\frac {1}{N}}\sum _{i=1}^{N}C_{i}}
Tiên đề 3 nói rằng giá trị trung bình tính được trong thí nghiệm bằng giá trị trung bình cho bởi tích phân.

### Tiên đề 4
Nội dung của tiên đề 4 là về sự tiến triển theo thời gian của hàm trạng thái: 
Hàm trạng thái {\displaystyle \psi ({\vec {r}},t)} của một hệ tiến triển theo thời gian theo phương trình
{\displaystyle i\hbar {\frac {\partial }{\partial t}}\psi ({\vec {r}},t)={\hat {H}}\psi ({\vec {r}},t)}
Đây chính là phương trình Schrodinger phụ thuộc thời gian.
Toán tử năng lượng của hạt có khối lượng {\displaystyle m} trong trường thế {\displaystyle V({\vec {r}})} là
{\displaystyle {\hat {H}}={\frac {{\hat {p}}^{2}}{2m}}+V({\vec {r}})=-{\frac {\hbar ^{2}}{2m}}\nabla ^{2}+V({\vec {r}})}
Giả sử {\displaystyle {\hat {H}}} không phụ thuộc {\displaystyle t}: {\displaystyle {\hat {H}}={\hat {H}}({\vec {r}})}
Trong trường hợp này ta có thể tìm nghiệm của phương trình Schrodinger phụ thuộc thời gian nhờ kỹ thuật tách biến:
{\displaystyle \psi ({\vec {r}},t)=\psi ({\vec {r}})T(t)}
Kết quả ta tìm được phần phụ thuộc thời gian
{\displaystyle T(t)=Ae^{-{\frac {iEt}{\hbar }}}}
Giả sử phương trình Schrodinger không phụ thuộc thời gian, thu được các hàm riêng {\displaystyle \psi _{n}} và trị riêng {\displaystyle E_{n}}:
{\displaystyle {\hat {H}}\psi _{n}=E_{n}\psi _{n}}
Với mỗi nghiệm riêng như thế có một nghiệm riêng tương ứng với phương trình Schrodinger phụ thuộc thời gian
{\displaystyle \psi _{n}({\vec {r}},t)=A\psi _{n}({\vec {r}})e^{-{\frac {iE_{n}t}{\hbar }}},n=1,2,3...}
điều này phù hợp khi {\displaystyle \left\{\psi _{n}\right\}} gián đoạn.
Trong trường hợp {\displaystyle \left\{\psi _{n}\right\}} liên tục, ví dụ như hạt tự do chuyển động một chiều, từ phương trìng Schrodinger không phụ thuộc thời gian
{\displaystyle {\hat {H}}\psi _{k}=E_{k}\psi _{k}}
ta đã thu được hàm riêng {\displaystyle \psi _{k}(x)=Ae^{ikx}} và trị riêng {\displaystyle E_{k}={\frac {\hbar ^{2}k^{2}}{2m}}}.
Với mỗi nghiệm không phụ thuộc thời gian ta có một nghiệm phụ thuộc thời gian tương ứng
{\displaystyle \psi _{k}(x,t)=Ae^{i(kx-\omega t)}}, trong đó {\displaystyle \hbar \omega =E_{k}}